# SR52
SR52 – wagony rewizyjne kupione przez PKP. Obecnie są wycofane z użytku.